# بکسهیل-آن-سی
بکسهیل-آن-سی (به انگلیسی: Bexhill-on-Sea) یک منطقهٔ مسکونی در انگلستان است که در جنوب شرقی انگلستان واقع شده است.

## خصوصیات
بکسهیل-آن-سی ۳۲٫۳۱ کیلومترمربع مساحت و ۴۱٬۱۷۳ نفر جمعیت دارد.